# Sericoceros mexicanus
Sericoceros mexicanus — вид перепончатокрылых из семейства Argidae.

## Распространение
Встречается в Центральной Америке.

## Размножение
Самка откладывает яйца кучками, не скомкано, а на небольшом расстоянии друг от друга, на нижнюю сторону листьев кормовых растений личинок — морского винограда (Coccoloba uvifera).

## Галерея

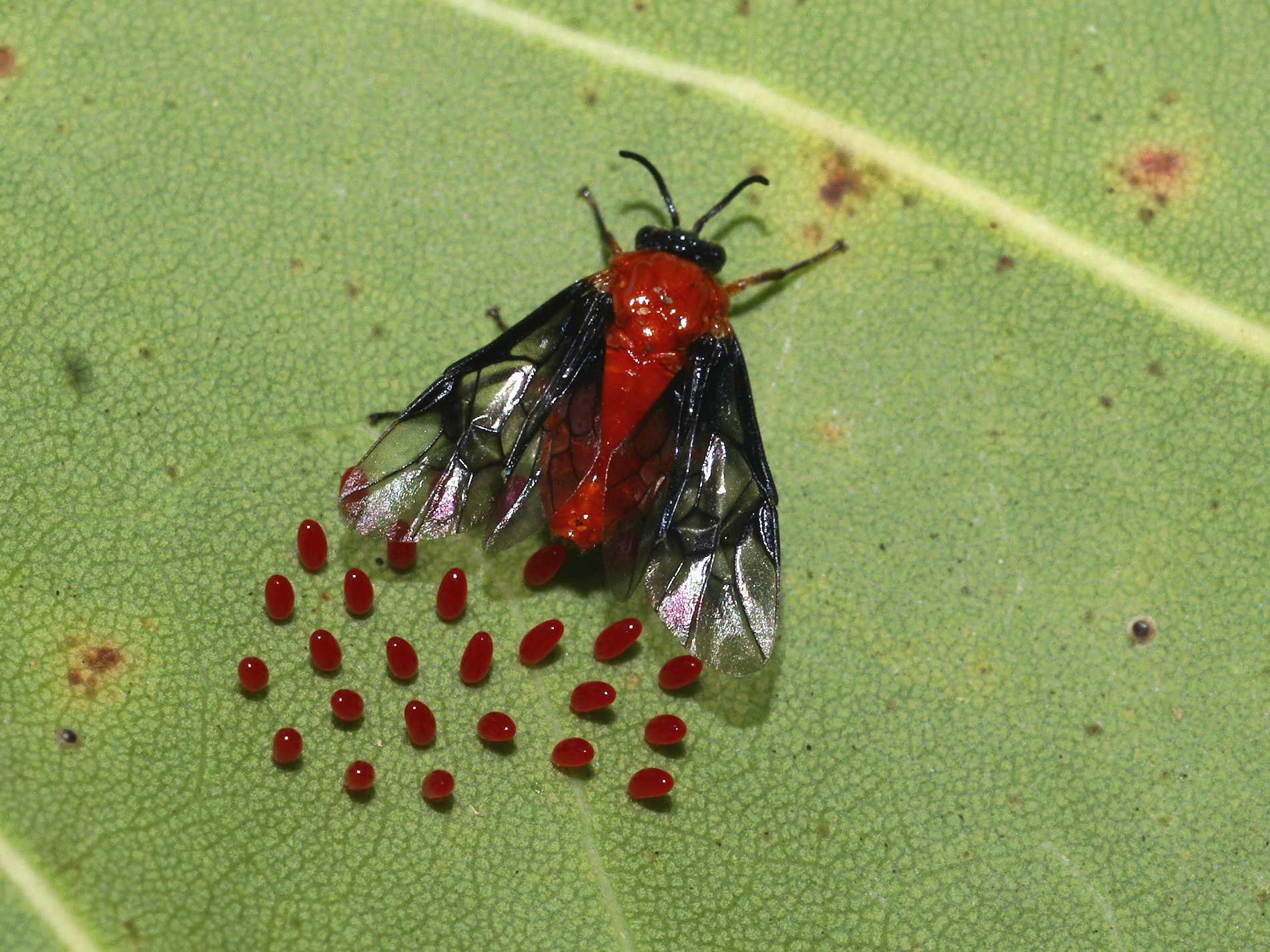